# Paul Ellering
Paul Ellering (Melrose, 22 de agosto de 1953) é um manager de luta livre profissional, ex-lutador de luta-livre e ex-halterofilista e mushing americano. Ele é conhecido por seu tempo na WWE, onde foi manager da dupla Akam e Rezar, conhecidos como The Authors of Pain. Ele também já gerenciou os Road Warriors (Animal e Hawk) em duas ocasiões e foi introduzido no WWE Hall of Fame em 2011.
Antes de se tornar um gerente, ele era um lutador profissional, mas devido a lesões se aposentou em 1983 para se tornar um gerente em tempo integral, lutando apenas em ocasiões especiais.

## Início de vida
Antes de entrar para a luta profissional, Ellering foi um halterofilista, estabelecendo um recorde mundial no levantamento de 745 lb (338 kg).

## Carreira na luta livre profissional

### Início de carreira
Ellering treinou em Minneapolis, Minnesota em um acampamento administrado pelo proprietário e promotor da American Wrestling Association (AWA) Verne Gagne e por Eddie Sharkey em meados de 1970. Ellering mais tarde viria a lutar em lutas individuais e em equipes para a AWA, Mid-South e para a promoção em Memphis de Jerry Jarrett. Suas rivalides notáveis foram com Jesse Ventura, Jerry Lawler e Jimmy Valiant, de quem ganhou o AWA Southern Heavyweight Championship.

### Wrestling Mid-South
Enquanto lutou pela Mid-South Wrestling, Ellering lesionou gravemente seu joelho em uma luta contra Robert Gibson, o que terminou sua carreira de lutador. Ole Anderson reconheceu sua capacidade ao microfone e deu-lhe um emprego como gerente.

### Jim Crockett Promotions (1987–1990)
Embora primariamente um gerente, Ellering voltou a compedir, nomeadamente no Great American Bash de 1987 em que ele se juntou aos Road Warriors, Nikita Koloff e Dusty Rhodes para enfrentar os The Four Horsemen e seu gerente James J. Dillon no primeiro WarGames match. Ellering também enfrentaria Teddy Long em uma luta cabelo vs. cabelo no Capital Combat em 1990, ganhando o combate.

### World Wrestling Federation / WWE (1992; 1998–1999; 2016–2025)

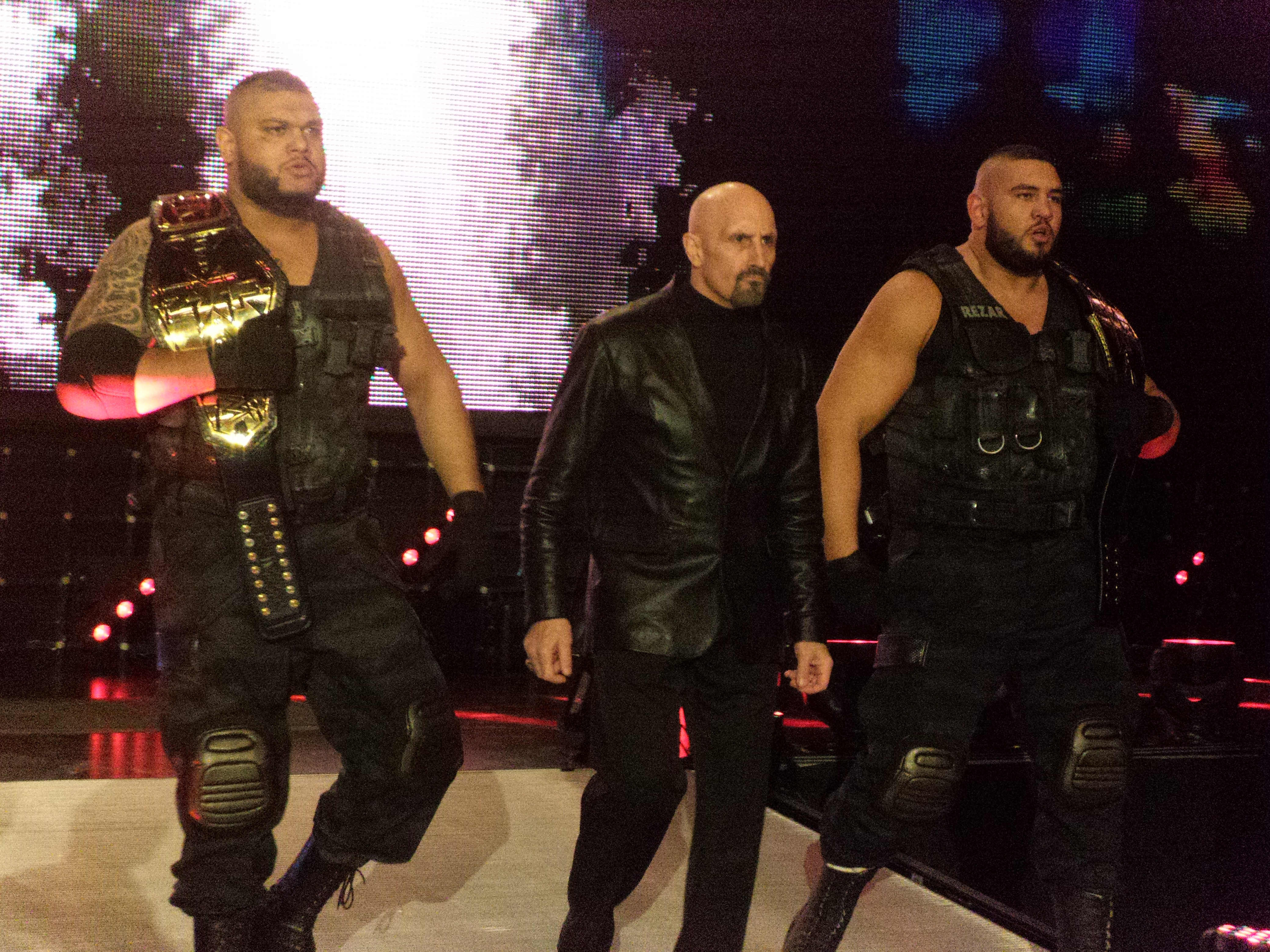
Ellering (centro) junto dos The Authors of Pain em fevereiro de 2017.

Ellering é mais conhecido por gerir os The Road Warriors, também conhecidos como The Legion of Doom, de 1981 até 1997 durante suas passagens pela American Wrestling Association, National Wrestling Alliance, New Japan Pro Wrestling e World Wrestling Federation em 1992. Ellering era também o gerente da vida real da equipe; Ele marcava suas lutas, agendava seus vôos e reservas de hotel e mantinha o controle de suas despesas.
Ao longo de 1998, ele gerenciou os Disciples of Apocalypse, que rivalizaram com o Legion of Doom; Segundo Ellering e Animal no DVD dos Road Warriors, Ellering teve dificuldade em trabalhar com outra equipe contra Hawk e Animal. Até o final de sua segunda passagem na WWF, porém, ele estava de volta para a gestão do Legion of Doom, mais notavelmente no Sunday Night Heat, durante uma  battle royal para determinar os desafiantes ao WWF Tag Team Championship no WrestleMania XV, embora perderam.
Em 2011, Ellering foi introduzido no WWE Hall of Fame juntamente com os Road Warriors por Dusty Rhodes.
Ellering fez seu retorno à WWE durante o NXT TakeOver: The End em 8 de junho de 2016, revelando-se como o gerente dos estreantes The Authors of Pain (Akam e Rezar), depois de seu ataque aos American Alpha.

## Vida pessoal

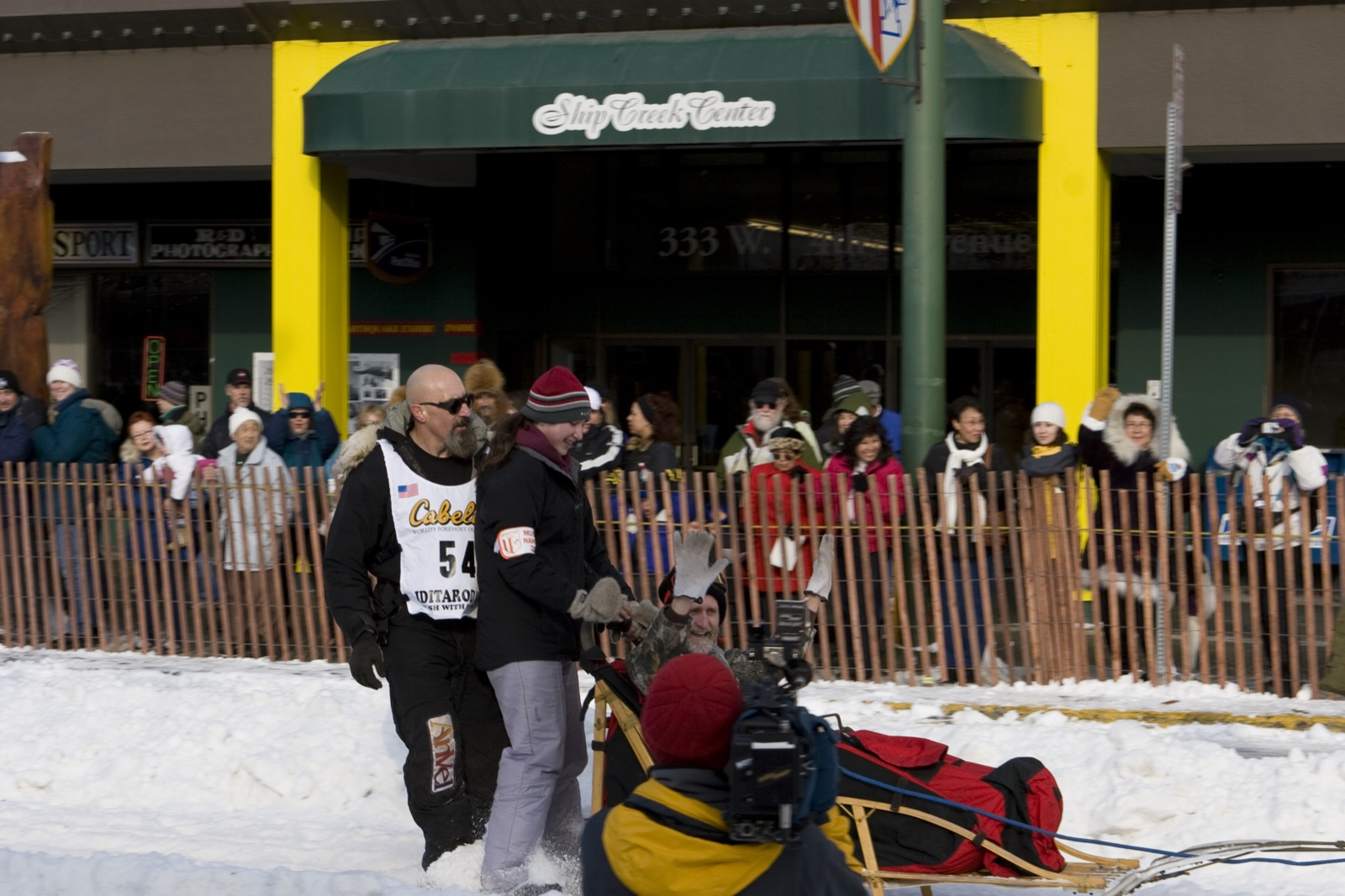
Ellering na Quarta Avenida em Anchorage durante o início cerimonial do Iditarod 2006.

Depois de se aposentar, ele viajou para o Alasca para se tornar um piloto de cães de trenó, participando do Iditarod. Em 2000, ele ficou em 54º.
Ele atualmente possui e opera uma taverna de rock histórico em Gray Eagle, Minnesota, no Big Birch Lake. Ele tem três filhos: Rebeca, Rachael e Saul. Sua filha Rachael ganhou a medalha de bronze no Campeonato de Halterofilismo de 2014. Ela fez sua estreia na luta livre profissional em dezembro de 2015. Apesar de não assinar um contrato, ela fez sua estreia na WWE contra Alexa Bliss no NXT em 2016, com a luta sendo exibida em 11 de maio.

## Na luta livre
- Lutadores que gerenciou
  - The Road Warriors / The Legion of Doom (Road Warrior Animal e Road Warrior Hawk)
  - Jake Roberts
  - Arn Anderson
  - Matt Borne
  - King Kong Bundy
  - Jos LeDuc
  - The Spoiler
  - The Iron Sheik
  - Abdullah the Butcher
  - Buzz Sawyer
  - Killer Karl Krupp
  - The Disciples of Apocalypse (Skull e 8-Ball)
  - The Authors of Pain (Akam e Rezar)

## Títulos e prêmios
- Continental Wrestling Association
  - AWA Southern Heavyweight Championship (1 vez)
  - AWA Southern Tag Team Championship (1 vez) -  com Sheik Ali Hassan
- International Wrestling Alliance
  - IWA Tag Team Championship (1 vez) - com Terry Latham
- National Wrestling Alliance
  - NWA Legends Hall of Heroes (2016)[11]
- Professional Wrestling Hall of Fame and Museum
  - (Classe de 2011) (Como membro dos The Road Warriors)[12]
- Pro Wrestling Illustrated
  - PWI Manager of the Year (1984)[13]
- WWE
  - WWE Hall of Fame (Classe de 2011)